# Talwandi Bhai
Talwandi Bhai là một thành phố và là nơi đặt hội đồng đô thị (municipal council) của quận Firozpur thuộc bang Punjab, Ấn Độ.

## Nhân khẩu
Theo điều tra dân số năm 2001 của Ấn Độ, Talwandi Bhai có dân số 14.570 người. Phái nam chiếm 53% tổng số dân và phái nữ chiếm 47%. Talwandi Bhai có tỷ lệ 63% biết đọc biết viết, cao hơn tỷ lệ trung bình toàn quốc là 59,5%: tỷ lệ cho phái nam là 66%, và tỷ lệ cho phái nữ là 58%. Tại Talwandi Bhai, 14% dân số nhỏ hơn 6 tuổi.